# Pol Closset
Paul „Pol“ Closset (* 14. Juli 1937 in Ixelles; † 1. Mai 1989 in Brüssel) war ein belgischer Jazzmusiker (Trompete) des Dixieland.

## Leben und Wirken
Closset begann seine Karriere bei Jo Dekmine, mit dem er im Brüssler Club Cheval Blanc auftrat. Erste Aufnahmen entstanden 1959 mit der Delta City Jazz Band; im selben Jahr nahm Closset unter eigenem Namen mit seiner Band Gamblers Featuring „Big Brown“ auf (mit Honoré d'Utrecht (tb), Herman Veltman (tb), André Ronsse (cl), Jean-Claude Pil (p), Étienne Boyens (kb), Andrien Ransy (dr) und Roger „Big Brown“ Sauvenier (Gesang)). Closset begleitete außerdem gastierende Musiker wie Albert Nicholas, Bill Coleman oder Mezz Mezzrow, mit seiner Gruppe auch den Pianisten Marc Hérouet. Mit seinen Dixieland Gamblers trat Closset bis in die 1970er-Jahre auf. Unter eigenem Namen legte er Titel vor wie „Hello Jacqueline“, „Moi y’en a bien aimer ça“ (mit Peter Welch), „La Brabançonne“ und „A la Russe“. Das Album Sing Along with Paul Closset & His Dixieland Gamblers entstand 1973 für Disques Vogue. 1978 folgte auf demselben Label Paul Closset & His Dixieland Gamblers, Vol. 1. Im Bereich des Jazz war er an zwölf Aufnahmesessions beteiligt.

## Lexikalischer Eintrag
- Émile Henceval: Dictionnaire du jazz à Bruxelles et en Wallonie. Liège: Pierre Mardaga, 1991.